# 齐与北魏的战争
齐与北魏的战争，是指中國歷史上南北朝時期，在北魏孝文帝在位期間北魏與南齊之間發生的一連串戰爭。戰爭大致可以分為三次，分別發生於479年－481年、494年－495年及497年－499年。前兩次南齊都能成功防禦北魏的進攻，惟第三次北魏成功攻陷南齊沔北地區，並擊敗欲收復失土的齊軍。主要戰場為今天河南、安徽、湖北、江蘇及四川地區。

## 第一次

### 背景
北魏經歷過劉宋初期太武帝向南擴張後獲得洛陽在內黃河以南土地，至466年宋明帝即位後因與晉安王劉子勛爭位，因宋徐州刺史薛安都降魏之機在往後數年內奪得歷城（今山東濟南市歷城區）、彭城（今江蘇徐州市）在內的青徐之地；國土擴張以外亦藉戰爭收獲了大量財寶充實國庫。另一方面北魏亦繼續推行農耕發展，整頓吏治、輕徭薄賦，讓人民安居生息。文成、獻文帝在位期間除薛安都降魏一事外亦沒有對南朝的大型軍事行動，雖然國內仍時有征伐內叛之事，但北魏國力仍然獲得增長。
南朝方面，因劉宋宗室內訌，義陽王劉昶於465年（宋景和元年、魏和平六年）因逃避侄兒宋前廢帝逼害而出逃，劉宋宗室亦在後續各項政治事件中被屠滅殆盡，連年的君臣貪侈亂政及內亂亦造成國力耗損，人民亦苦於苛政。權臣蕭道成在宋後廢帝被弒後掌權，消滅國內最大反對力量荊州刺史沈攸之後，在479年四月（齊建元元年、魏太和三年）逼宋順帝禪讓帝位於己，篡宋建齊自立，是為齊高帝。蕭氏篡宋後不久便將宋順帝以內餘下的劉宋皇族全數殺害。齊高帝即位後亦意圖改革，著力革除劉宋皇室過往奢侈之風，推廣節儉和禁止王室過度與民爭利。更意圖清查戶籍，為南齊擴大租役人口。
北逃的劉昶受北魏朝廷恩遇，封丹陽王，並三娶公主。但劉昶一直都思念南方，如在聽到有人奏述劉宋內亂時都會忍不住哭了出來，感動到身邊人。至蕭氏篡宋後，魏廷就打算以劉昶名義伐齊，宣稱滅齊後會為他恢復宋室。

### 事前準備
蕭道成篡宋後就想到北魏會奉劉昶名義南侵，故不久就調兗州刺史垣崇祖為豫州刺史，命他鎮守預期會成為北魏進攻目標的壽春（今安徽壽縣）。另一方面，在前一年（478年，宋昇明二年、魏太和二年），仍為宋臣的蕭道成派了王洪範出使柔然，和對方約定伐魏。479年八月，柔然派十多萬騎兵進攻北魏，到魏都平城（今山西大同市）外七百里後僅在燕然山打獵後回軍；而蕭道成因新篡位而沒有出兵響應柔然。
另一方面，蕭道成次子蕭嶷在479年正月調任荊州刺史，上任後即大量赦免當地大批因參與沈攸之起事而下獄受罰者，又減免賦稅及約束官吏，蕭道成篡位後更不等朝廷赦令就先行免除領下在昇明二年前所欠的諸逋債款，種種措施令百姓高興，王儉亦稱他「旬日而治，豈不休哉」。原本蕭道成已下詔命蕭嶷還為揚州刺史，但在王儉勸說和北魏將南侵的形勢下，決定讓蕭嶷留鎮荊州，並加湘州刺史、讓他安撫當地。

### 經過
479年十一月，北魏命假梁郡王元嘉領二將出兵淮陰（今江西淮安市）、隴西公拓跋琛等三將出兵廣陵（今江蘇揚州市）、河東公薛虎子等三將出兵壽春，讓劉昶隨軍並以他作號召。另外，早年降魏的大陽蠻帥桓誕此時亦自請為前鋒，魏廷遂以桓誕為南征西道大都督，讓他進攻齊司州義陽郡。
北魏出兵後，義陽平民謝天蓋亦舉應響應北魏的軍事行動，自稱司州刺史，魏廷又以樂陵鎮將韋珍領兵接應天蓋。齊司州刺史蕭景先立即反應討伐謝天蓋，都督鄰近的荊雍二州之蕭嶷亦派了中兵參軍蕭惠朗領二千兵協助蕭景先，韋珍只好抄略七千戶人撤返。廣陵方面，駐鎮的南兗州刺史王敬則知南攻之魏軍渡過淮河後便棄鎮南奔建康。至480年（齊建元二年、魏太和五年）正月拓跋琛攻陷馬頭戍（今安徽懷遠縣南），馬頭太守劉從戰死，消息傳到建康後齊高帝宣布內外纂嚴，並命南郡王蕭長懋出鎮石頭城作防禦。魏軍緊接進攻鍾離，卻遭徐州刺史崔文仲擊敗，崔文仲更乘勝派軍主崔孝伯渡淮進擊，擊破魏軍茌眉戍。壽春方面，原本由薛道標領兵負責進攻，但齊高帝命齊郡太守劉懷慰以道標堂兄弟薛淵名義寫書信招降他，北魏懷疑之下就改由元嘉負責壽春一線。垣崇祖以大軍將至，依其計劃在壽春西北立堰，並在堰北設一座有一千人駐守的小城，並在小城四周挖深溝作城防；他預計魏軍到後會認為小城易取而盡力攻城以破壞堤堰，然後適時決堤讓洪水淹浸魏軍。480年二月，元嘉軍到達壽春，大軍在堰南集結，而分軍在東道進攻小城，垣崇祖在傍晚下令決堰，蓄起的河水遂掩浸攻城的魏軍，魏軍遂大敗退卻。同時，居住在南齊荊、湘、雍、郢、司五州山谷的蠻族響應北魏進攻，司州蠻引領魏軍進攻平昌郡，但為平昌太守苟文賓擊破；南襄城蠻秦遠則攻陷了潼陽縣，殺害了潼陽縣令；北上黃蠻文勉德則進攻汶陽郡，汶陽太守戴元賓棄城逃返江陵。蕭嶷於是派中兵參軍劉伾緒領兵千人討伐，逼降了文勉德而讓秦遠敗逃；謝天蓋亦被其部曲所殺，部眾降齊。另一邊的的崔文仲部繼續乘勝北攻，魏竹邑戍及睢陵皆被攻破。諸軍不利之下，劉昶在三月以初春降雨將至為由上請退兵，魏廷遂派車騎大將軍馮熙接應諸軍退兵。
同年七月，南齊角城戍主舉城向北魏投降，北魏遂在八月再派元嘉南赴接應，並命平南將軍郎大壇、將軍白吐頭、元泰、封延及賀羅分別進攻朐城（今江苏连云港市東海縣）、海西（今江蘇灌雲縣附近）、連口（今江蘇漣水縣）、角城（今江蘇淮陰縣）及下蔡（今江蘇鳳臺縣）。至九月，齊汝南太守常玄真及龍驤將軍胡青苟率眾降魏。閏九月，齊高帝則命令李安民領兵支援各戍，李安民遂進屯泗口，分兵援救各戍。元嘉領眾進攻朐山（今江蘇連雲港市錦屏山），朐山戍主玄元度嬰城固守，在得到青冀二州刺史盧紹之所派的援軍支援後擊破魏軍，其時建康所派經海路增援朐城的崔靈建在夜間到達，並命眾人各持兩把炬虛張聲勢，魏軍遂退，受命領兵救援朐山的劉懷珍那時還未到達。
至十月，北魏又開西邊戰線，命馮熙與桓誕領兵進攻義陽，進攻下蔡的賀羅因垣崇祖主動撤下蔡戍至淮東，遂轉攻鍾離。但同時魏淮北地區卻在南齊的影響下發生變亂，當地人桓標之、徐猛子等人起事在五固據險自守，並推了司馬朗之為主，北魏亦派了尉元及薛虎子討伐。
481年（齊建元三年、魏太和五年）正月，魏軍攻至淮陽並圍攻角城，角城軍主成買據城抵抗，雖然李安民和周盤龍已領兵增援角城，但成買仍戰死。孤軍深入的周盤龍、周奉叔父子在淮陽成功擊退魏軍，及後李安民利用密林地形藏匿兵力以引誘魏軍，成功將被誘追擊的數千魏軍引至孫溪渚後聚集眾軍擊敗魏軍。至二月齊游擊將軍桓康在淮陽再敗魏軍，並進佔樊諧城；垣崇祖亦乘魏軍摧毀齊軍棄守之下蔡戍之軍事設施時渡河突襲，大破魏軍。西線方面亦因司州刺史蕭景先早作防備而無功而退。
此時戰事轉向被魏軍討伐的桓標之等數萬人，當時他們亦有向南齊求援，齊高帝遂命李安民、桓康及兗州刺史周山圖等人前往支援，不過各軍尚未到，至九月司馬朗之、桓標之等人就全部被消滅了。

### 結果及影響
南齊成功抵禦北魏的多場攻勢，力保淮泗地區對北魏的防線不失。而齊高帝在481年擊退魏軍進侵後便在七月派車僧朗出使北魏通好，雖然期間車僧朗死於劉昶策劃的行刺事件，但北魏仍撥不少物資為僧朗送喪。齊高帝死後，483年（齊永明元年、魏太和七年）南齊再派驍騎將軍劉纘及前軍將軍張謨出使北魏，北魏翌年則派李彪回使，及後幾年亦互通使節，兩國至486年(齊永明四年、魏太和十年)止保有約五年的和平日子，雖然487年因桓誕鼓動之司雍地區的蠻族起事導致為時兩年的魏齊軍事衝突，但兩國仍有繼續通使。繼位的齊武帝蕭賾亦大致繼續齊高帝的改革方針，繼續推廣節儉外亦重定宋時失效的地方長官三年易任的定制配合魏齊邊境無事的時間，令政風改善，造就「永明之治」。
480年二月初次擊退魏軍後，齊高帝鑑於荊州一帶蠻族屢叛，遂從荊、益二州分土復置巴州加強監控，但齊武帝即位後便撤除。
北魏方面雖然未能成功擴張，而其時北魏由馮太后輔政，戰後和南齊通和之同時繼續推行漢化措施，例如在484年（魏太和八年、齊永明二年）實行起俸祿制，開始像傳統漢人官僚制度般對官員發放俸祿，增加每戶租調應付俸祿開支同時亦加強罰則遏制貪腐及重整吏治，以避免官員貪腐侵凌百姓及蠶食國家租調收入。翌年（485年）再推行均田制，配合再下一年（486年）廣行全國的三長制重整戶籍以計租調，成功大幅增加魏廷財政收入和經濟發展。

## 第二次

### 背景
南齊雖因檢籍制度造成唐㝢之起事，最後更決定放棄重檢劉宋昇明以前的戶籍及讓因檢籍而被流放淮河一帶魏齊邊境的人回到家鄉；齊武帝自己亦有親近呂文顯、茹法亮等倖臣及有奢侈之事，但國力仍有所增長，加上屢次擊退魏軍來犯，故就曾在石頭城建造三千輛露車意圖作陸路進攻彭城之用，北伐的意願亦很明確。可是，齊武帝在493年（齊永明十一年、魏太和十七年）去世，繼位的太孫蕭昭業比祖父更為奢侈，而且更貪玩淫亂，輔政的尚書令蕭鸞卻在孝文帝遷都後罷兵、北方軍事壓力減弱時著手奪取帝位，在494年（齊建武元年、魏太和十八年）先後廢掉蕭昭業及蕭昭文兩帝，自登帝位，是為齊明帝。
北魏經歷過漢化國力大增，而490年（魏太和十四年、齊永明八年）馮太后去世後，北魏孝文帝得以完全親政，而他亦繼續馮太后的漢化政策，並進一步消除鮮卑風俗。為了達成其完全漢化的主張，孝文帝意圖將國都自平城南遷至洛陽，遂決定以進攻南齊作為掩護。得知齊武帝有北進之意圖後劉昶就屢次請求南赴戍邊協助進攻南齊，孝文帝遂在淮泗地區積聚糧草以作準備，而齊武帝亦任命崔慧景為豫州刺史作防備。493年8月7日（齊永明十一年、魏太和十七年七月戊午），北魏孝文帝宣布中外戒嚴，宣稱準備南攻，並徵集魏揚、徐二州民丁為兵。同月齊武帝去世，皇太孫蕭昭業登位。八月，孝武帝親自率步騎三十萬兵力離開平城南進，至10月18日（九月庚午日）到達洛陽，接著孝文帝仍作勢要繼續南行進攻南齊，群臣切諫出征之下孝文帝遂逼他們在遷都洛陽及進攻南齊之間作選擇，眾人本亦不同意遷都，但更擔憂南征之事而被逼接受遷都。孝文帝遷都之計劃成功，分遣諸臣準備遷都事宜後在十月便下令解嚴。
齊武帝去世那一年，齊雍州刺史王奐因擅殺寧蠻長史劉興祖遭齊武帝派人收捕，更因嘗試抵抗而被自己的司馬黃瑤起和寧蠻長史裴叔業起兵殺害，諸子都被殺，唯有王肅及王秉逃到北魏。孝文帝巡行到鄴城時和王肅會面，二人意願相合，相談甚歡，王肅更藉機稱南齊正在衰敗，力勸孝文帝討伐南齊，於是孝文帝南伐的慾望就更高了。

### 事前準備
孝文帝為遷都而宣稱攻伐南齊，但他亦早為進取南齊而作準備，例如他就曾任命後軍將軍宇文福在黃河以北地區開闢牧馬區域，並每年從河西地區遷移馬匹到并州，再南徙到牧馬區，為的就是讓他們適應當地水土以利於作為戰馬，數量已達十萬匹。
而齊明帝蕭鸞廢掉蕭昭業後雖未登位，但已經總掌朝政大權，更利用齊武帝監視控制諸王的典籤制度大肆殺害齊高帝及齊武帝系諸王，穩固其權力。而每次廢立時他亦對王敬則、陳顯達高帝舊將晉升崇官以作安撫，又特意拉攏本已不信任幼主的將領崔慧景支持自己。

### 經過
494年（齊建武元年、魏太和十八年）十一月，北魏邊將報稱齊雍州刺史曹虎派使者來降，孝文帝遂以齊明帝廢君自立出兵南齊，除自領軍隊南進外，亦分別派遣行征南將軍薛真度督四將進攻襄陽；大將軍劉昶與平南將軍王肅進攻義陽；徐州刺史拓跋衍攻鍾離；平南將軍劉藻攻南鄭及安南將軍盧淵督襄陽諸軍攻南陽。孝文帝自洛陽出發十七日後便走到懸瓠，翌日更下令各軍戰時掠奪的人口都悉數放還，以收入心。攻南陽的盧淵因軍糧問題請求先攻赭陽，獲允許後便與魏征南大將軍拓跋鸞、安南將軍李佐及荊州刺史韋珍合力進攻赭陽，齊北襄城太守成公期則據守赭陽。南陽太守房伯玉及新野太守劉思忌則抗擊在沙堨集結的薛真度。
南齊朝廷方面則到495年（齊建武二年、魏太和十九年）正月才作出反應，分遣鎮南將軍王廣之、右衞將軍蕭坦之及尚書右僕射沈文季分督司州、徐州及豫州征討事。另宣布中外戒嚴，命太尉陳顯達為使持節都督西北征討諸軍事，在建康附近的新亭和白下為各軍作聲援。
北魏進攻部隊方面，攻義陽的王肅、劉昶軍在王肅指揮下屢敗齊司州刺史蕭誕，遂以號稱二十萬之眾進圍義陽，負責司州征討諸軍事的王廣之畏敵在城外百多里不敢前進，但蕭衍此時卻自請進攻，乘夜帶著王廣之分配給他的精兵進佔僅在魏軍數里外的賢首山。天亮後義陽守軍看見山上的齊軍後認為援軍已到，蕭誕遂派軍主動突圍，蕭衍此時亦配合夾攻魏軍，魏軍不能抵抗只能撤圍，更遭蕭誕追擊，戰敗。同時齊軍派往主動攻魏以分散義陽壓力的部隊也有斬獲，先後攻陷建陵、驛馬、厚丘、虎阬、馮時、即丘及紀城。
孝文帝在二月帶領大軍兵臨壽陽，但過城不攻，登八公山後轉而支援因齊徐州刺史蕭惠休堅守而戰況不利的拓跋衍軍；同時，齊明帝再派崔慧景及寧朔將軍裴叔業增援鍾離。孝文帝到後仍無法攻下鍾離，命人臨江數說齊明帝之罪惡後改屯鍾離北方淮河河中之邵陽洲，在洲中立城以外更在淮河南北各築一城，打算置戍而還，但南北二城皆遭裴叔業擊破。高閭、陸叡等北魏大臣上請退兵，崔慧景亦派人向魏軍表示願意罷戰，孝文帝遂決定撤軍北返。不過魏軍撤走時崔慧景則派船艦試圖截斷魏軍歸路，齊軍到後佔領中渚阻斷，但那時孝文帝已經渡過淮河，但為保住大軍退路就命應募之奚康生進攻中渚齊軍，成功以攻燒毀齊艦，擊破齊軍。接著孝文帝命前將軍楊播領三千步兵及五百騎兵為部隊撤退殿後，那時齊軍乘春季水漲大批地乘艦船前來，楊播在淮河南岸結陣抗敵，等到南岸各軍都成功撤退後楊播軍已遭到齊軍包圍，楊播遂以圓陣防禦奮力抵抗。不過守了兩天後楊播已吃光軍糧，圍攻的齊軍愈來愈多，而淮北魏軍又因水漲而無法增援，形勢危急之下楊播趁水位有所減退之機擁眾成攻渡河。被留守邵陽洲的萬多名魏兵後來請以五百匹馬換取齊軍讓北歸，崔慧景原想趁機阻斷其歸路並進攻他們，但因張欣泰勸阻作罷。
攻赭陽的盧淵、李佐及拓跋鸞等軍互不統轄，圍攻百多日仍無進展下眾將都打算圍而不攻待其自潰，惟李佐卻執意要日夜進攻，導致其麾下死傷慘重。此時齊將垣歷生受命增援赭陽，魏軍眾將都認為打不過，打算及早撤退，惟李佐又獨斷地領二千騎迎擊垣歷生，又戰敗，歷生更乘勝大敗盧淵等撤退中的魏軍。而沙堨的薛真度也遭房伯玉等擊敗。
最後進攻南鄭方面，仇池鎮大將、梁州刺史拓跋英在孝文帝增援鍾離之時自請領兵協助劉藻。齊梁州刺史蕭懿派遣部將尹紹祖及梁季群等領二萬兵據險立五柵防禦，拓跋英認為守柵諸將地位卑微且互不統轄，只要以精兵集中進攻一個，其他四個都不會營救，且城破後他們都會望風潰退，而發展亦果如拓跋英所預計般，更生擒了梁季群，齊兵戰死三千多人並有七百多人被俘。拓跋英乘勝逼近南鄭，蕭懿派出部隊迎擊，拓跋英先擊滅齊將姜脩部，然後又故意表現從容製造有伏兵的假象騙過趕上來的其他齊軍，更在他們退後時大敗齊軍，於是圍困南鄭。南鄭被圍數十日後城內恐懼不安，蕭懿錄事參軍庾域此時故意封存數十個空置的倉庫謊稱內裏藏著足夠兩年食用的糧食，令城內人心安定下來。此時拓跋英收到孝文帝命其撤返的命令，於是命老弱先退，自率精兵殿後，更特別派使者向蕭懿辭行；蕭懿懷疑拓跋英是假意退兵，魏軍撤走後兩日才派兵追擊，面對拓跋英的殿後部隊根本不敢進逼，後拓跋英又成功擊敗了由蕭懿鼓動來斷其歸路的仇池諸氐，安然回到仇池，並一併平定叛魏諸氐。

### 結果
魏軍此戰無功而返，攻赭陽方面的拓跋鸞被降封為定襄縣王，盧淵、李佐及韋珍都被削官爵為民，其中李佐更被流放瀛州，只有薛真度因其堂兄薛安都降魏讓魏得宋徐州之大功而得保留其官爵。不過孝文帝撤還期間途經淮北諸城，其中經過碻磝時特意經泗水進黃河返回洛陽，以通洛陽與淮北的漕運體系。作為劉宋皇室的劉昶兩度領兵進攻義陽，但因為其個人性格問題無力招集義故，對作戰影響不大，而此戰亦為劉昶死前最後一次參與攻齊。
南齊再次成功防禦其防線，而齊明帝擊退外敵後就更著力去鞏固其國內地位，戰後對各大小事項都想親自處理，不論中央官署還是郡縣之事務都要親自聽取及下決定，連選官也要自己決定，於是很多親戚就趁機拉關係獲得任命。蕭諶助明帝廢立及登位，而在廢蕭昭業前明帝曾許諾讓蕭諶擔任揚州刺史，惟之後食言，令蕭諶心生怨念；而蕭諶亦自恃大功而干政，這正違反明帝想大權獨攬的意願，遂在戰後六月誅殺了蕭諶，連成功擊退魏軍的蕭諶兄蕭誕也遭牽連遇害。明帝也繼續殺害高帝及武帝子孫。

## 第三次

### 背景
北魏孝文帝力抗反對漢化的代人勢力遷都並繼續實行漢化，不但將朝廷和宗廟皆搬到新都洛陽，更下令朝中禁止說鮮卑胡語及穿著胡服，改說漢語及漢服，甚至連南遷代人的籍貫也被改為「河南洛陽」，死後不得北返而須葬在洛陽；又仿效漢文化將胡姓改漢姓，並分明姓族及郡望，包括將國姓「拓跋」改為「元」，亦在洛陽設國子、太學、四門小學。496年（齊建武三年、魏太和二十年），以皇太子元恂為首的抗拒漢化者試圖逃返平城，事敗後孝文帝廢黜了元恂，不久賜死，亦破滅了寵臣穆泰的叛亂陰謀。而孝文帝亦沒有放棄進攻南齊，在第二次南伐後他回洛陽就即下令裁減冗官俸祿去撥給軍國之用，又在同年八月下詔選全國武勇之士共計十五萬人擔任羽林、虎賁兵力；十月又下令徐兗光南青荊洛共六州戒嚴戎備，隨時按需要集合。

### 經過
497年7月21日（齊建武四年、魏太和二十一年六月壬戌），孝文帝下詔冀定瀛相濟五州徵召二十萬兵力準備南侵，7月26日（六月丁卯）又下令分配軍力決定出征和留守的部隊。9月13日（八月丙辰），孝文帝下詔宣布中外戒嚴，至10月7日（八月庚辰）正式自洛陽出兵進攻南齊，留任城王元澄守洛陽，李彪及李沖參留臺事，而以彭城王元勰中軍大將軍和自己一同出兵。同時，北魏南梁州刺史楊靈珍叛降南齊，並進攻魏所封武興王楊集始，令楊集始亦降齊，孝文帝遂在10月24日（九月丁酉）命河南尹李崇討伐他們。
李崇開闢山路，出氐軍不意進襲，氐人見此便離棄了楊靈珍，先削其一半部眾。不過楊靈珍還想抵抗，命堂弟楊建守龍門，自己則守鷲狹，更特意斬樹封閉龍門以北的路以及在進入鷲峽的入口處準備好巨石準備用落石對付進攻的魏軍。然而他們還是遭李崇派軍擊破，武興遂被北魏收復。齊梁州刺史陰廣宗等試圖救援楊靈珍，又敗予李崇，楊靈珍終敗走漢中。
孝文帝對於前年第二次進攻時薛真度受阻於南陽太守房伯玉無法前進深感不滿，遂將主力都於在進攻襄陽一線，作為反應，齊明帝派了直閤將軍胡松協助北襄城太守成公期守衞赭陽，另派軍主鮑舉領兵且西汝南北義陽二郡太守黃瑤起守舞陰。孝文帝在到赭陽後留下其他將領攻城，自己則領兵繼續南進，並一舉攻破南陽郡治所宛的外城，房伯玉只能堅守內城，孝文帝嘗試招降但失敗。11月3日（九月丁未），孝文帝留下元禧及元英繼續攻宛，自己則繼續領兵南行，兩天後到達新野，但面對新野太守劉思忌堅守，孝文帝在11月13日（十月丁巳）仍無法攻克，只好築圍作圍城戰，並訛稱房伯玉已降，但劉思忌毫不動搖。明帝在11月30日（十月甲戌）派了太子中庶子蕭衍及右軍司馬張稷增援當地，但在12月20日（十一月甲午）就發生了前軍將軍韓秀方等十五將向北魏投降，三日後蕭衍等更在沔北敗給魏軍，王伏保等將被俘。498年2月1日（齊建武四年、魏太和二十一年十二月丁丑），齊明帝再任命度支尚書崔慧景假節領二萬兵及一千匹馬增援雍州，並節度當地眾軍；其時雍州刺史曹虎則一直按兵不動，屯駐樊城。
498年2月11日（齊建武五年、魏太和二十二年正月丁亥），李佐攻陷新野，劉思忌被俘拒降而遇害。劉思忌的死動搖了齊沔北諸軍的軍心，不久湖陽戍主蔡道福、赭陽戍主成公期、協防赭陽的胡松、舞陰戍主黃瑤起、協防舞陰的鮑舉及和南鄉太守席謙都相繼棄城南奔，黃瑤起及鮑舉更遭魏軍俘獲。3月20日（二月甲子），宛城失陷，房伯玉出降。沔北諸城失陷後崔慧景才到達襄陽，於是改為助守樊城。不久崔慧景率蕭衍等共五千人巡行樊城以北的鄧城，突然有報告稱魏軍快到，不久就看見北魏數萬騎兵攻來，慧景與蕭衍分別據守南北門，其他諸將就登城防禦，當時蕭衍打算出戰迎擊進攻的魏軍，但崔慧景認為魏軍不會夜間圍城，只要等到日落魏軍就會退。不過隨後魏軍持續增援，崔慧景在沒有通知眾人之下自行從南門撤離，眾人見此亦隨之而退，魏軍於是乘虛從北門入城，軍主劉山陽斷後奮戰仍難以抵抗魏軍，只能且戰且退，而慧景部過鬧溝時因太多人爭相過橋，令橋都不堪負荷而損壞，魏軍則在退路兩邊對齊軍進行攻擊，很多士兵因而墮下護城河陣亡，劉山陽到後用衣服器杖填塞河道才得以成功撤退。眾軍潰退到樊城，而孝文帝仍領軍窮追，劉山陽據樊城拒敵，孝文帝攻到日落後就撤退了。惟此敗已嚇怕了眾軍，當晚就全部渡過沔水退回襄陽。後孝文帝又再領十萬兵到樊城，曹虎閉門不戰，孝文帝到沔水邊望向對岸的襄陽後就撤走了。
南陽及新野二郡危困之際，齊明帝詔令徐州刺史裴叔業領兵赴雍州救援，惟叔業認為魏軍不想遠征而只愛搶掠，只要主動進攻北魏就可以分散其在雍州的軍事壓力，於是進攻虹城試圖牽制魏軍軍勢，俘了四千多人。另齊將王曇分以一萬多兵力進攻北魏南青州的黃郭戍，但遭黃郭戍主崔僧淵擊敗，全軍覆沒；齊將魯康祚及趙公政亦領兵萬人進攻太倉口，卻遭領三千兵力抵禦的魏豫州長史傅永設伏擊敗，康祚戰死而公政被俘。裴叔業遂進取楚王戍，傅永又在楚王戍外設伏，叔業到後見護城河已被填塞就分遣兵力築圍圍城，此時魏軍伏兵就突襲叔業後軍，叔業於是自領數千精兵前去救援，傅永見叔業確實被引開後就開門大破城外齊軍大營，叔業進退失據只好撤退。及至沔北諸城失陷後，魏豫州刺史王肅進攻義陽，叔業就攻渦陽圖為義陽解圍，並遣別軍進攻龍亢戍。廣陵王元羽領兵試圖救援龍亢但被叔業擊敗，時渦陽守軍經已糧盡要吃樹皮樹葉了，孝文帝又派了傅永、劉藻及假輔國將軍高聰救援渦陽，反為叔業大破，高聰逃回孝文帝駐紥的懸瓠，傅永收拾敗軍試圖再戰，再敗給叔業，死了萬多人、三千多人被俘且損失大量軍需品。王肅因孝文帝拒絕再派兵而被逼放棄進攻義陽而領兵十多萬回防渦陽，叔業見王肅大軍只好乘夜退走還保渦口。
此戰以後兩軍戰事暫時停頓，北魏留臺的李彪及李沖因各自意見屢屢不同而多有爭辯，李沖不能忍受李彪專斷之下將對方囚禁起來並稱其各項罪行上表彈劾他，終以孝武帝免李彪職而李沖因忿恨李彪而得病去世結束。孝武帝本亦想再次南伐，曾下令各州郡徵集共二十萬兵力在八月中旬送到孝文帝駐紥的懸瓠，惟先前因不欲北魏徵兵而叛變的高車諸部大敗了前去討伐的宇文福，逼使孝文帝要先集中力量解決高車叛變的事，碰巧齊明帝在七月去世，孝文帝遂在九月以「禮不伐喪」為理由下詔停止對南齊的軍事行動。早在498年3月1日（齊建武五年、魏太和二十二年正月乙巳）齊明帝就曾下詔讓陳顯達增援雍州，後更下詔命其北伐試圖扭轉局勢，但因明帝患病，再殺害河東王蕭鉉等高帝武帝子孫，又因防備會稽太守王敬則而令其恐懼遭明帝逼害而起兵叛亂，雖然很快就因王敬則被殺而被平定，但不久明帝就去世了，皇太子蕭寶卷繼位，陳顯達北伐一事就暫時停住。
至499年（齊永元元年、魏太和二十三年），陳顯達督崔慧景等四萬兵力北伐，進攻離襄陽三百里遠的馬圈城。北魏派了元英抵抗，但元英屢敗給齊軍，陳顯達圍攻馬圈城四十日後北魏守軍因糧盡而被逼棄守突圍，雖然造成魏軍上千人陣亡，但因為齊軍在城破後顧著爭奪城內的絹布而沒有追擊。接著陳顯達更派兵攻下了南鄉縣，惟孝文帝此時抱病親率大軍抗擊陳顯達，在4月17日（三月丁酉）到達馬圈，更派了荊州刺史元嘉阻斷均口以堵齊軍歸路。陳顯達只得領軍到均水西方鷹子山築城防禦，但當時大軍已無士氣，魏軍進攻亦很猛烈，魏武衞將軍元嵩更是屢敗齊軍，陳顯達於是被軍主崔恭祖及胡松用黑布幔擔架載著經分磧山小道到均水口成功撤退，其餘齊軍亦跟著走，但因魏軍追擊還是死了三萬多人，丟失了大量軍需品。

### 結果
北魏此戰成功從南齊奪得沔北土地，房伯玉此戰被俘但因其在北魏的清河房氏族人為其求情而得免死，入仕北魏。王肅亦殺掉黃瑤起報父仇。不過孝文帝在擊敗陳顯達後不久的4月26日（四月丙午）便病逝，其主導的這一連串對齊軍事行動亦告結束。
南齊此戰喪失沔北土地並且無法藉陳顯達反擊而重奪失土，陳顯達在戰後威望大降。事後南齊國內在蕭寶卷的治下紛亂不休，蕭衍在戰後代替曹虎擔任雍州刺史，遠離建康變亂，並憑藉雍州的軍事力量在後來起兵成功推翻蕭寶卷，及後更篡齊自立，建立南梁。南齊內亂亦令裴叔業不安下在500年（齊永元二年，魏景明元年）以壽春降魏，失沔北後不久便再失重鎮。